# Chione (Nymphe)
Chione (altgriechisch Χιόνη Chiónē, deutsch ‚Schneeweiße‘) ist eine Nymphe der griechischen Mythologie.
Laut Stephanos von Byzanz und Plinius, der sich auf Metrodoros von Chios und Kleobulos beruft, war sie namengebend für die griechische Insel Chios.